# Apologismus
Ein Apologismus ist eine rhetorische Figur, um absehbare Gegenargumente des Gegners von vornherein ins Leere laufen zu lassen. Hierbei werden der Gegenseite scheinbare Zugeständnisse gemacht, die der Gegner ohnehin nicht verwenden könnte.
Der Begriff wird häufig verwechselt mit den Bedeutungen von Apologetik oder von Dysphemismus. Diese Beispiele zeigen, wie Apologismen eingesetzt werden, um eine Position zu verteidigen und gleichzeitig die Argumente der Gegenseite zu entkräften:
1) Politische Reden: Ein Politiker könnte in einer Rede die positiven Aspekte seiner Politik hervorheben und gleichzeitig die Kritiker als uninformiert oder voreingenommen darstellen. Zum Beispiel: „Die Maßnahmen, die wir ergriffen haben, sind notwendig, um die Wirtschaft zu stabilisieren, auch wenn einige sie für unpopulär halten“.
2) Wissenschaftliche Debatten: In einer Diskussion über den Klimawandel könnte ein Wissenschaftler, der menschliche Aktivitäten als Hauptursache verteidigt, darauf hinweisen, dass die überwältigende Mehrheit der Klimaforscher diese Ansicht teilt, um seine Position zu stärken.
3) Kulturelle Verteidigung: In einer Diskussion über die Vorzüge einer bestimmten Kultur oder Tradition könnte jemand sagen: "Auch wenn einige diese Tradition für veraltet halten, bietet sie uns doch wertvolle Lektionen über Gemeinschaft und Zusammenhalt.
4) Religiöse Argumente: Ein Gläubiger könnte die Praktiken seiner Religion verteidigen, indem er auf die positiven Auswirkungen auf das Leben der Menschen hinweist, während er Kritiker als intolerant oder unverständlich darstellt.
5) Ökonomische Rechtfertigungen: Ein Unternehmensvertreter könnte die Praktiken seines Unternehmens verteidigen, indem er auf die Zahl der geschaffenen Arbeitsplätze hinweist, während er Kritiker, die auf Umweltprobleme hinweisen, als übertrieben oder unrealistisch darstellt.
Dieser Artikel basiert auf einem gemeinfreien Text aus Meyers Konversations-Lexikon, 4. Auflage von 1888 bis 1890.